# Lijst van schouten van Delft
Dit is een lijst van schouten van de Nederlandse gemeente Delft in de provincie Zuid-Holland.
| Periode     | Naam                                         |
| ----------- | -------------------------------------------- |
| 1406-1412   | Philips de Blote                             |
| tot 1427    | Jan Willemsz van Egmont, Heer van Zoetermeer |
| vanaf 1427  | Willeman Simonsz vander Burch                |
| 1446        | Jan Hodenpyl                                 |
| 1471 - 1496 | Arent Vrankensz vander Meer                  |
| 1497 - 1500 | Vrank Pietersz vander Meer                   |
| rond 1501   | Frederik Hendrik van Zuilen van Nievelt      |
| 1536 - 1541 | Jan de Huyter Jansz                          |
| 1541 - 1552 | Dirk Jacobsz Pynssen                         |
| 1553 - 1562 | Vrank Bartholomeusz van Diemen               |
| 1562 - 1577 | Christiaan Adriaansz van der Goes            |
| 1577 - 1584 | Willem van Dorp                              |
| 1584 - 1609 | Gerrit Fransz Meerman                        |
| 1609 - 1621 | Dirk Bruinsz vander Dussen                   |
| 1621 - 1629 | Jan Adriaansz Vockestaert                    |
| 1629 - 1675 | François Willemsz van Santen                 |
| 1676 - 1680 | Gerard Jansz Putmans                         |
| 1680 - 1713 | Johan Berardsz della Faille                  |
| 1714 - 1716 | Willem Jansz van Ruyven                      |
| 1717 - 1719 | Maarten Engelbertsz Pauw                     |
| 1720 - 1722 | Gaspar Gasparsz van Kinschot                 |
| 1723 - 1725 | Jacob Pietrsz van Wouw                       |
| 1726 - 1728 | Gaspar Gasparsz van Kinschot                 |